# Khoan (thăm dò)

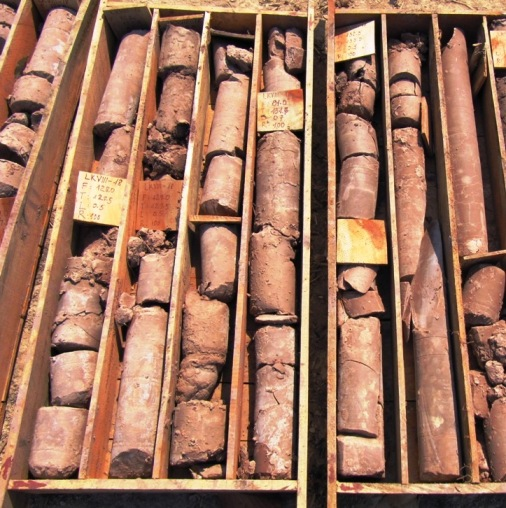
Kết quả khoan thăm dò là mẫu lõi khoan.

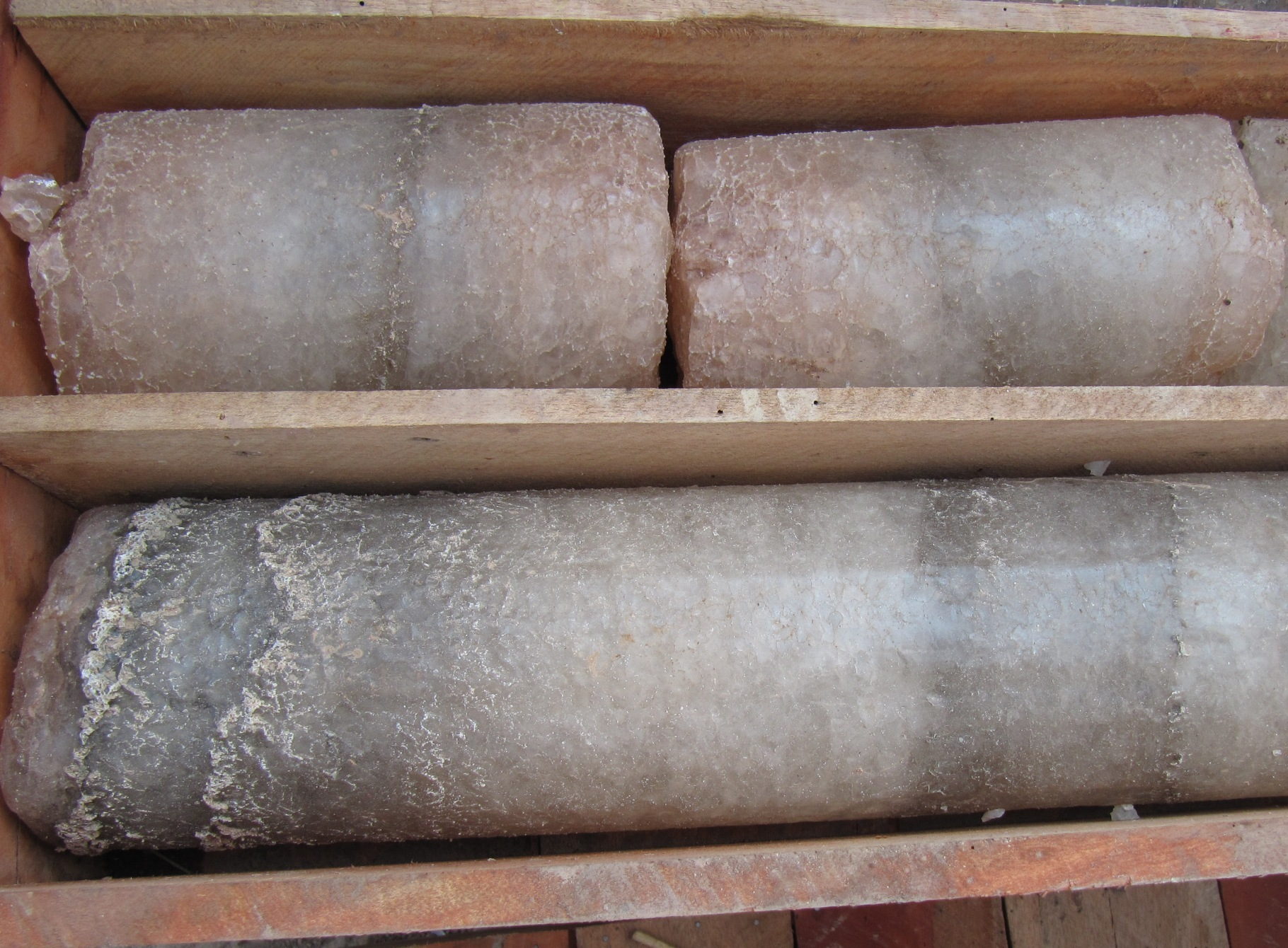
Mẫu lõi khoan đá muối halit

Khoan thăm dò là việc tạo ra các hố khoan hình trụ, hầm ngầm trong lòng đất hay các địa tầng khác để tìm hiểu địa chất, khai thác khoáng sản.
Khoan thăm dò được ứng dụng rộng rãi trong các lĩnh vực như thăm dò địa chất, nông nghiệp, thủy văn, công trình xây dựng, dầu mỏ, khí thiên nhiên v.v...

## Khái lược
Không chỉ là khoan thăm dò với mục đích điều tra địa chất, khu vực có dầu, nguồn nước khoáng, ngày nay còn có khả năng tiến hành khoan băng ở Nam cực hay đáy biển sâu (Kế hoạch khoan biển sâu (ODP)) bằng tàu khoan.